# 세차 작전

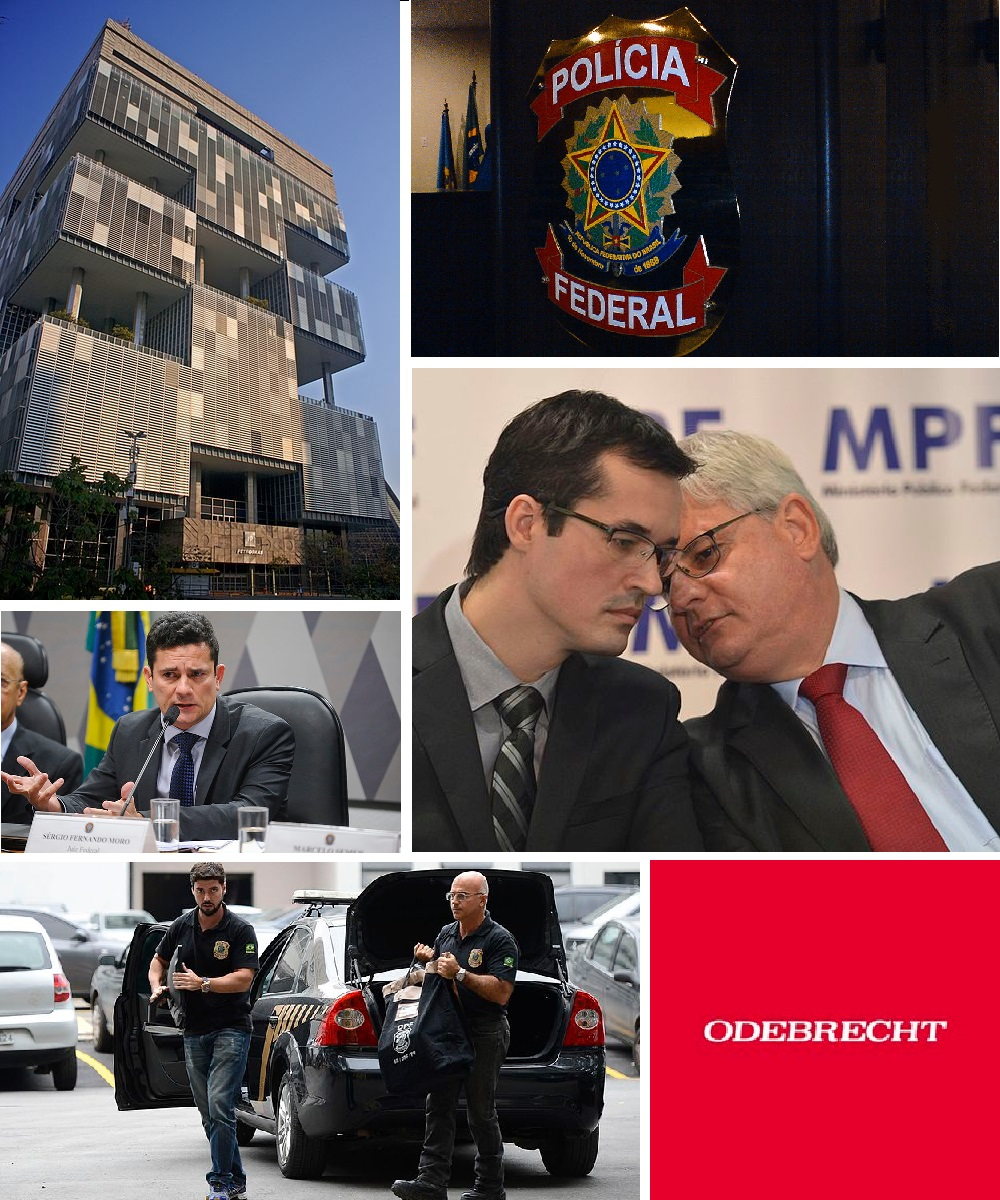

세차 작전(Operation Car Wash, 포르투갈어: Operação Lava Jato, 브라질 포르투갈어 발음: [opeɾɐˈsɐ̃w lavɐ ˈʒatu])은 브라질의 획기적인 반부패 조사였다. 2014년 3월부터 시작된 브라질리아의 소규모 세차장에 대한 돈세탁 조사를 통해 브라질 연방 정부, 특히 국영 기업의 대규모 부패 계획이 적발되었다. 이번 조사는 연방 경찰, 세입 징수 기관, 내부 감사실 및 독점 금지 규제 기관의 요원으로 구성된 합동 태스크 포스를 통해 수행되었다. 델타탄 달라뇰(Deltan Dalagnol)이 이끄는 연방 검사팀이 증거를 수집하여 법원 시스템에 제출했으며, 해당 작업을 담당한 판사는 세르지우 모루였다. 결국, 다른 연방 검사와 판사는 브라질 여러 주에서 자신의 관할권 하에서 관련 사건을 감독하게 된다. 이번 작전에는 주요 사업가, 연방 하원의원, 상원의원, 주 주지사, 연방정부 장관, 전직 대통령인 페르난두 콜로르 지 멜루(Collor), 미셰우 테메르(Temer), 루이스 이나시우 룰라 다 시우바(Lula)가 연루됐다. 관련 혐의로 기소된 기업과 개인은 벌금 250억 헤알을 지불하고 횡령한 공적 자금을 배상하기로 합의했다.
조사관에 따르면, 국영 기업의 정치적 지명자는 민간 부문 공급업체로부터 체계적으로 뇌물을 갈취했다. 이러한 뇌물 중 일부는 (카익사 도이스를 통해) 불법적으로 정치 캠페인에 자금을 지원하고 개인적 이득을 얻기 위해 정당(특히 MDB, PT, PSDB 및 PP)에 전달되었다. 거대 석유회사 페트로브라스에서 가장 많은 양의 뇌물이 적발되었다. 회사 이사들은 지급 금액의 1%에서 5%에 이르는 불법 리베이트를 받기 위해 계약자와 협상했다. 수사관들은 또한 계약업체들이 오데브레히트, OAS 그룹, 안드라데 구티에레즈 및 카리오카 엔엔하리아와 같은 국내 최대 엔지니어링 대기업을 포함하여 카르텔을 형성하여 정부 계약을 공유하고 부패한 정치인과 공모했다고 밝혔다. 카르텔은 2014년 월드컵을 위한 축구 경기장 건설, 앙그라 3호 원자력 발전소, 벨로 몬테 댐, 남북 철도 및 피올 철도 건설 등의 프로젝트에서 정부 기관과 직접 체결한 계약으로도 운영된 것으로 알려졌다. 검찰은 또한 해외 활동을 추적하고 61개국의 당국과 협력했으며, 그 중 스위스, 미국, 페루가 가장 빈번한 협력 당사자였다.
세르지우 모루 판사의 판결에 대한 항소는 브라질 사법 시스템에서 처리되었으며, 대법원(STF)이 최후의 수단이다. 논쟁의 여지가 있는 문제 중 일부는 유죄 판결을 받은 피고인이 형을 집행하기 시작하는 단계와 검사의 유죄 판결 협상의 광범위한 사용이었다. STF 판사 테오리 자바스키(Teori Zavascki)가 내린 2016년 판결에서 법원은 지방 항소 법원에서 형이 확정되면 징역형을 선고받아야 한다고 판결했다. 이는 불법 행위에 대한 인센티브로 검찰로부터 환영을 받았다. 검찰을 감독하는 판사인 테오리 자바스키는 2017년 1월 파라티(Paraty) 해안에서 비행기 추락 사고로 사망했고, 수사는 대법원의 핵심 후원자를 잃었다. 2019년 STF는 판결을 번복하고 브라질에서 고등 법원에 대한 모든 항소가 소진된 후에만 징역형이 발효된다고 결정했다.
2019년 1월, 세르히오 모로는 연방 판사직을 사임하고 차기 우파 대통령인 자이르 보우소나루 대통령의 법무부 장관에 합류하겠다고 발표했다. 이 움직임은 모로가 보우소나루의 대선 경쟁자인 룰라 전 대통령에게 형을 선고했기 때문에 비판을 불러일으켰다. 모로는 보우소나루의 호의를 얻지 못해 2020년 4월 직위를 떠났다. 사건의 판사 자리를 루이스 보나트(Luiz Bonat)로 교체했다.
해커 월터 델가티(Walter Delgatti)가 수사관들 사이의 개인적인 대화를 유출하면서 발생한 폭로로 인해 수사관의 평판은 더욱 손상되었다. 델가티는 텔레그램 그룹을 통해 수사 당국의 온라인 커뮤니케이션을 해킹했다. 바자 자토(Vaza Jato)라고 불리는 이번 유출은 증거를 생성하고 청문회를 지휘하며 가능한 선고에 대해 논의하기 위해 사건에서 모로 판사와 검사 사이의 부당한 사전 재판 조정을 폭로한다고 주장한다. 해킹 유출 내용은 인터셉트 브라질(The Intercept Brasil)과 언론인 글렌 그린월드(Glenn Greenwald)에 의해 언론에 게재되었으며, 그는 모로가 2018년 브라질 장군인 룰라 노동당의 승리를 막기 위해 "조언, 수사 단서 및 내부 정보를 검찰에 전달"했다고 주장했다. 모로와 달라뇰은 모든 잘못을 부인했다. 이들은 유출 내용이 확인되지 않았으며, 더 나아가 유출에 불법 행위에 대한 증거가 없었다고 주장한다. 그럼에도 불구하고, 이 유출로 인해 여론이 바뀌었고 조사에 대한 지지가 상실되었다. 태스크포스는 2021년 2월 1일 공식적으로 해체되었다.
시간이 지나면서 검찰의 방식은 연방대법원 판사들로부터 거센 비판을 받았다. 2019년 3월 길마르 멘데스(Gilmar Mendes) 판사는 법원 심리에서 세차 작전 수사관을 "깡패와 쓰레기"라고 언급하면서 이들의 "방법은 기관을 불명예스럽게 한다"고 덧붙였다. 2023년 9월 STF 판사 디아스 토폴리(Dias Toffoli)는 룰라 대통령의 체포가 "조작", "국가 사법 역사상 가장 심각한 오류 중 하나"라고 밝혔으며 오데브레히트와의 합의에서 얻은 모든 증거가 무효라고 선언했다. 아우구스토 아라스(Augusto Aras) 검사는 세차 작전이 "저주받은 유산"을 남겼다고 생각했다.

## 같이 보기
- 마니 풀리테